# Систа (деревня)
Си́ста — деревня в Фалилеевском сельском поселении Кингисеппского района Ленинградской области.

## История
Впервые упоминается в Писцовой книге Водской пятины 1500 года как село Систь на реце на Систи в Егорьевском Ратчинском погосте Копорского уезда.
Затем как деревня Sista Votschaia by в Ратчинском погосте в шведских «Писцовых книгах Ижорской земли» 1618—1623 годов.
На карте Ингерманландии А. И. Бергенгейма, составленной по шведским материалам 1676 года, она обозначена как село Sesta.
На шведской «Генеральной карте провинции Ингерманландии» 1704 года — как деревня Sestavatskoi bÿ и мыза Sestavatskoi hof.
Как деревня Сеставотчина она обозначена на «Географическом чертеже Ижорской земли» Адриана Шонбека 1705 года.
На карте Санкт-Петербургской губернии Ф. Ф. Шуберта 1834 года обозначена деревня Систа, состоящая из 66 крестьянских дворов.

СИСТА — деревня принадлежит генерал-майору Албрехту, число жителей по ревизии: 170 м. п., 174 ж. п. (1838 год)

Деревня Систа из 66 дворов отмечена на карте профессора С. С. Куторги 1852 года.

СИСТА — деревня наследников штабс-ротмистра Албрехта, 10 вёрст по почтовой дороге, а остальное по просёлкам, число дворов — 54, число душ — 149 м. п. (1856 год)

СИСТА — деревня, число жителей по X-ой ревизии 1857 года: 134 м. п., 172 ж. п., всего 306 чел.

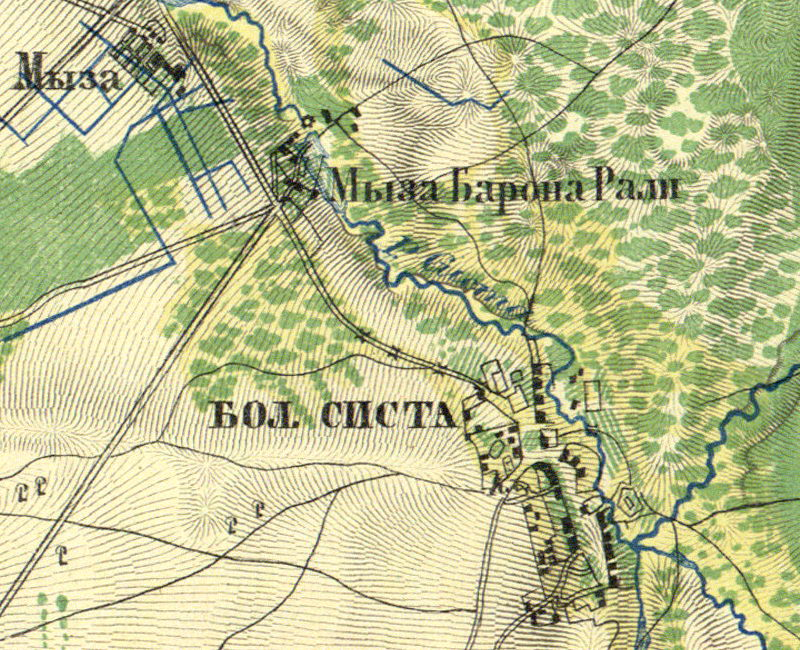
План деревни Систа. 1860 год

Согласно «Топографической карте частей Санкт-Петербургской и Выборгской губерний» в 1860 году деревня называлась Большая Систа, при ней на реке Систе находилась мыза Барона Рали и водяная мельница.

СИСТА — деревня владельческая при реке Систе, число дворов — 35, число жителей: 135 м. п., 175 ж. п. (1862 год)

СИСТА — деревня, по земской переписи 1882 года: семей — 62, в них 162 м. п., 192 ж. п., всего 354 чел.

Сборник Центрального статистического комитета описывал деревню так:

СИСТА (СИСТОВОДСКА) — деревня бывшая владельческая, дворов — 60, жителей — 327. Часовня, лавка. (1885 год)

Согласно материалам по статистике народного хозяйства Ямбургского уезда 1887 года, имение при селении Систа принадлежало мещанину из остзейских уроженцев К. Ф. Этти, в имении была своя мельница.
По земской переписи 1899 года:

СИСТА — деревня, число хозяйств — 59, число жителей: 142 м. п., 153 ж. п., всего 295 чел.;
 разряд крестьян: бывшие владельческие; народность: русская — 279 чел., эстонская — 12 чел., смешанная — 4 чел.

В конце XIX — начале XX века деревня административно относилась к Ратчинской волости 2-го стана Ямбургского уезда Санкт-Петербургской губернии.
По данным «Памятной книжки Санкт-Петербургской губернии» за 1905 год участок деревни Систы площадью 5 десятин принадлежал жене коллежского регистратора Юлии Карловне Коттер.
С 1917 года деревня называлась Большая Систа и входила в состав Систского сельсовета Ратчинской волости Кингисеппского уезда.
С 1923 года в составе Котельской волости.
С 1924 года в составе Унатицкого сельсовета.
Согласно данным переписи населения СССР 1926 года в деревне Систа Перелесского сельсовета проживали 254 человека — большинство русские, а также финны и эстонцы.
С января 1927 года деревня называлась Систа. С августа 1927 года в составе Котельского района.
С 1928 года в составе Велькотского сельсовета. В 1928 году население деревни Систа составляло 257 человек.

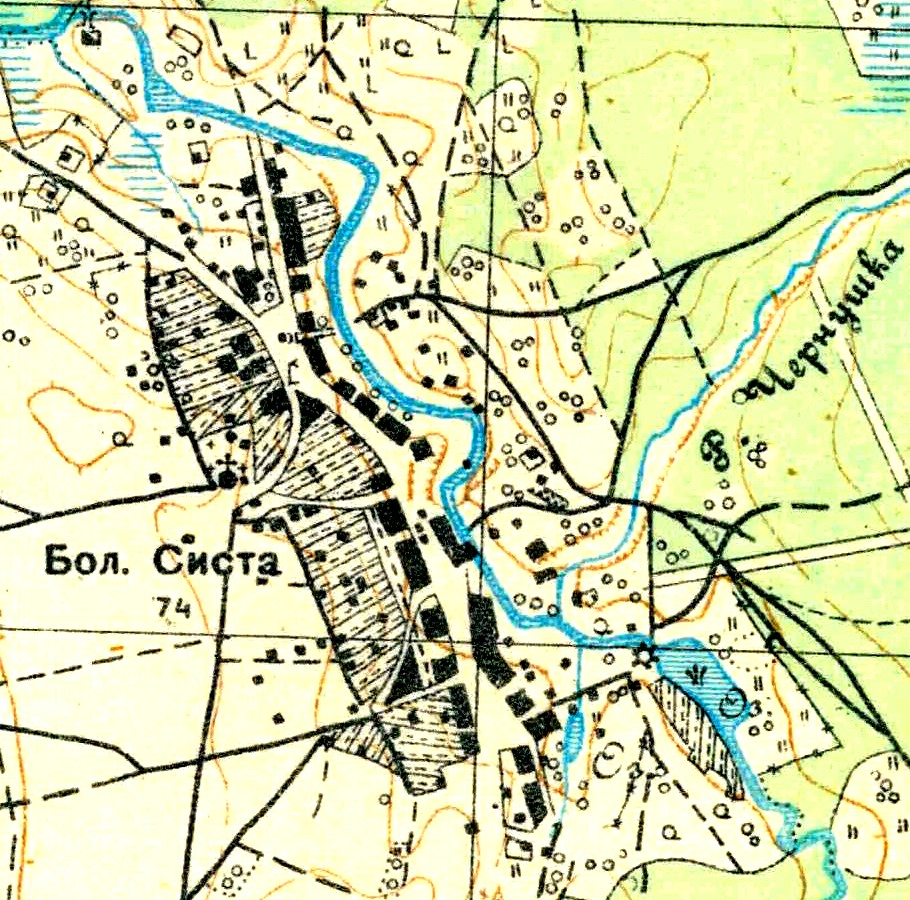
План деревни Систа. 1930 год

Согласно топографической карте 1930 года деревня называлась Большая Систа и насчитывала 74 двора. В центре деревни находились часовня и ветряная мельница. На реке Систа находилась водяная мельница.
С 1931 года в составе Ратчинского сельсовета Кингисеппского района.
По данным 1933 года деревня называлась Систо и входила в состав Ратчинского сельсовета Кингисеппского района.
C 1 августа 1941 года по 31 января 1944 года деревня находилась в оккупации.
С 1954 года в составе Удосоловского сельсовета.
В 1958 году население деревни Систа составляло 219 человек.
С 1959 года в составе Кайболовского сельсовета.
По данным 1966, 1973 и 1990 годов деревня Систа также находилась в составе Кайболовского сельсовета Кингисеппского района.
В 1997 году в деревне Систа проживали 34 человека, деревня входила в состав Кайболовской волости с административным центром в деревне Домашово, в 2002 году — 44 человека (русские — 98 %), в 2007 году — 23 человека.

## География
Деревня расположена в восточной части района на автодороге 41К-111 (Перелесье — Гурлёво).
Расстояние до административного центра поселения — 11 км.
Расстояние до ближайшей железнодорожной платформы Куммолово — 13 км.
Через деревню протекает река Систа.

## Демография
| 1862 | 2007 | 2010 | 2017 |
| ---- | ---- | ---- | ---- |
| 310  | ↘23  | ↘16  | ↗19  |

### Национальный состав
Согласно данным Всероссийской переписи населения 2021 года в деревне проживали 22 человека, все русские.

## Известные уроженцы
- Игнатов, Николай Васильевич (1901—1985) — генерал-лейтенант артиллерии, Герой Советского Союза